# Kortstjälkad bägarmanet
Den kortstjälkade bägarmaneten (Craterolophus convolvulus) är en nässeldjursart som först beskrevs av Johnson 1835. Arten ingår i släktet Craterolophus och familjen Depastridae. Inga underarter finns listade i Catalogue of Life.